# CS Большого Пса
CS Большого Пса (лат. CS Canis Majoris) — одиночная переменная звезда в созвездии Большого Пса на расстоянии (вычисленном из значения параллакса) приблизительно 5026 световых лет (около 1541 парсека) от Солнца. Видимая звёздная величина звезды — от +10,7m до +9,7m.

## Характеристики
CS Большого Пса — красная пульсирующая полуправильная переменная звезда типа SRB (SRB) спектрального класса M3-M4 или M5.